# Templariusze: Miłość i krew
Templariusze: Miłość i krew (szw. Arn – Tempelriddaren) – szwedzka dylogia filmowa zrealizowana w ramach międzynarodowej koprodukcji na podstawie trylogii Krzyżowcy Jana Guillou.

## Produkcja
Film wyprodukowany został przez Svensk Filmindustri przy współpracy z Film i Väst, TV4 ze strony szwedzkiej, Danmarks Radio ze strony duńskiej, YLE ze strony fińskiej, TV 2 ze strony norweskiej i Telepool ze strony niemieckiej. Budżet filmu wyniósł 210 milionów koron szwedzkich, czyli około 30 milionów dolarów, co sprawiło, że jest to jedna z najdroższych produkcji w historii skandynawskiej kinematografii. Pierwotnie głównym sponsorem produkcji była Sveriges Television, która jednak wycofała się z projektu, zaś jej rolę przejęła TV4.
Sceny rozgrywające się w Szwecji zrealizowane zostały głównie w prowincji Västergötland (Lidköping, Trollhättan); pozostałe zaś w Maroku (Arfud) i Szkocji (Edynburg, Dunfermline w hrabstwie Fife).
Bohaterowie posługują się głównie językiem szwedzkim, jednak w celu nadania filmowi bardziej realistycznego rysu obcokrajowcy posługują się innymi językami. Mnisi, wśród których wychowuje się Arn, mówią po łacinie, angielsku, szwedzku i francusku, z kolei mieszkańcy Ziemi Świętej po angielsku i arabsku, w tym m.in. używając cytatów z Koranu.
W 2007 roku do szwedzkich kin trafiła pierwsza część, nosząca tytuł Arn – Tempelriddaren, zaś kontynuacja, Arn – Riket vid vägens slut, rok później. Następnie obie części przemontowane zostały w międzynarodową wersję zatytułowaną Arn: The Knight Templar. W 2010 roku materiał został ponownie przemontowany i wyemitowany w szwedzkiej telewizji jako miniserial Arn.

## Dystrybucja w Polsce
W Polsce nigdy nie zaprezentowano wersji dwuczęściowej. 25 grudnia 2009 roku na ekrany polskich kin trafiła 129-minutowa wersja międzynarodowa, zatytułowana Templariusze: Miłość i krew, która następnie została wydana na DVD. Pod takim samym tytułem TVP1 wyemitowała wersję serialową, której premierowa emisja miała miejsce na antenie stacji w okresie 7-21 grudnia 2012 roku.

## Fabuła
W wieku pięciu lat Arn Magnusson (Joakim Nätterqvist) ma poważny wypadek. Jego rodzice przyrzekają Bogu, że jeśli przeżyje, poślą go do klasztoru. Arn trafia do opactwa templariuszy w Varnhem, w którym uczy się m.in. łaciny, greki, algebry oraz teologii. Jeden z braci zakonnych, Guilbert de Beaune, obrońca Grobu Pańskiego, dostrzegłszy szczególne predyspozycje chłopca (równie dobrze operuje lewą i prawą ręką), uczy go także sztuki władania mieczem i łukiem oraz jazdy konnej. Arn opuszcza klasztorne mury w momencie, gdy o królewską koronę rozpoczynają walkę Karol Sverkersson i Knut Eriksson. Arn, należący do rodziny zwolenników Knuta, który w dzieciństwie był jego przyjacielem, stanąłby u jego boku, gdyby nie wykraczająca poza konwenanse historia miłosna, która zostanie politycznie wykorzystana przeciwko niemu. Wskutek intrygi, oskarżony o grzech nieczystości (Arn miał jakoby „zhańbić” dwie siostry), zostaje zobowiązany do odbycia pokuty; jednocześnie jego ukochana Cecylia Algotsdotter (Sofia Helin), która jest w ciąży, zostaje zmuszona do wstąpienia do klasztoru. By ratować honor i pragnąc ocalić miłość łączącą go z Cecylią, Arn wyrusza do Ziemi Świętej, gdzie toczy się krwawa wojna pomiędzy chrześcijanami i muzułmanami. Arn nie wchodzi w niejasne układy, nie prowadzi dworskich gier, wypełnia misję przepisaną zakonowi Templariuszy, w szczególności obrony pielgrzymów, z myślą o zakończeniu służby i powrocie do kraju. Arn zyskuje sławę wśród chrześcijan i muzułmanów, a w pewnym momencie przypadkiem ratuje przed zbrojnymi opryszkami samego Saladyna (podróżującego w ukryciu w towarzystwie dwóch ludzi), który nie zapomni o długu wdzięczności wobec „najzacniejszego ze swoich wrogów”. Tymczasem zmienia się władca zakonu, który lekkomyślnie doprowadza do militarnej katastrofy armię, która pada pod ciosami wojska Saladyna i zostaje zmasakrowana. Odratowany dzięki łasce wielkiego Saladyna Arn wraca do kraju i łączy się ze swą ukochaną, którą zaślubia. Szczęście rodzinne zakłóca wkrótce choroba i śmierć króla Knuta. Ponownie nadchodzą niespokojne czasy i od Arna zależy los jego rodziny i kraju...

## Obsada
- Joakim Nätterqvist – Arn Magnusson
- Sofia Helin – Cecilia Algotsdotter
- Stellan Skarsgård – Birger Brosa
- Vincent Pérez – brat Guilbert
- Simon Callow – ojciec Henry
- Steven Waddington – Arnaud de Toroge
- Gustaf Skarsgård – Knut Eriksson
- Mikael Nyqvist – Magnus Folkesson, ojciec Arna
- Bibi Andersson – matka Rikissa
- Milind Soman – Ṣalāḥ al-Dīn Yūsuf ibn Ayyūb
- Alex Wyndham – Armand de Gascogne
- Nicholas Boulton – Gérard de Ridefort
- Thomas W. Gabrielsson – Emund Ulvbane
- Jakob Cedergren – Ebbe Sunesson
- Julia Dufvenius – Helena Sverkersson
- Lina Englund – Katarina, siostra Cecilii
- Magnus Stenius – rycerz
- Morgan Alling – Eskil Magnusson, brat Arna
- Fanny Risberg – Cecilia Blanka
- Anders Baasmo Christiansen – Harald Øysteinsson, norweski templariusz
- Driss Roukhe – Fakhir
- Mirja Turestedt – Sigrid
- Joy Andersson – Kanoniczka
- Frank Sieckel – Sigfried de Turenne
- Zakaria Atifi – Ibrahim
- Donald Högberg – Algot Pålson
- Mikael Bohlin – młody Eskil
- Bill Skarsgård – Erik Knutsson
- Valter Skarsgård – Jon Knutsson
- Anders Baasmo Christiansen – Harald, przyjaciel Arna
- Joel Kinnaman – król Sverker Karlsson
- Nijas Ørnbak-Fjeldmose – Sune Folkesson
- Martin Wallström – Magnus Månsköld, syn Arna
- Azher Adil – Brosoa
- Mohamed Tsouli – starszy wioski
- Göran Ragnerstam – biskup Erland
- Callum Mitchell – wiking

## Nagrody i wyróżnienia
- Europejska Akademia Filmowa
  - Peter Flinth otrzymał nominację do nagrody Europejska Nagroda Filmowa w kategorii Nagroda publiczności (2008)
- Guldbagge
  - Kimmo Rajala otrzymał nagrodę Jury Specialbagge (2007)